# Discestra chartaria
Discestra chartaria là một loài bướm đêm trong họ Noctuidae.